# Beyond the Rave
Beyond the Rave è un film del 2008 diretto da Matthias Hoene.
Film horror, pubblicato inizialmente su Myspace e prodotto da Hammer Films, è stato reso disponibile su un DVD a tiratura limitata di 5000 copie, la cui vendita è iniziata nel settembre 2010.

## Trama
La storia segue le ore di libertà del soldato locale Ed, tornato dall'Iraq la mattina seguente. Con l'aiuto del suo migliore amico, Necro, lui spende la sua ultima notte a cercare la sua ragazza che gli manca, Jen, che ha trascorso la scorsa notte ad un party, dove poi incontrerà in uno strano gruppo, il misterioso Merech. Quando Ed cerca la sua ragazza nel frastuono della festa, egli viene a scoprire che, in realtà, il gruppo di Meroch è formato da tutti vampiri e usano le feste appunto per cercare vittime e ammazzarle, dopo aver bevuto il loro sangue. Merech e il suo gruppo, però, intendono usare il sangue delle vittime per sopravvivere ad un lungo viaggio in mare che stanno programmando. Il loro piano va in frantumi, quando Ed e il suo amico decidono di combattere contro di loro e rovinare tutto.